# Programme (groupe)
Programme est un groupe de rock indépendant français. Le groupe se met en pause en 2005, puis commence à retravailler en novembre 2007 et sur un nouvel album, Agent réel, paru en 2010.

## Biographie
Programme est formé en 1997 composé d'Arnaud Michniak (ex-Diabologum) (textes, musiques) et de Damien Bétous (musiques, programmations).
L'album Génération finale, sorti en 2001, est la retranscription d'une installation homonyme mêlant musique, objets et lumières, présentée à la Biennale d'art contemporain de Lyon. En 2002 sort l'album L'enfer tiède. L'album Bogue résulte d'une commande de France Culture pour son Atelier de Création Radiophonique, qui le diffuse en février 2003. Il est publié au label Ici, d'ailleurs....
Arnaud Michniak a produit avec Den's (ex-Diabologum) l'album Road movie en béquilles (2005) de Nonstop. Il y chante en duo avec Fred Roman sur la cinquième piste, Faut pas rester là. Il a également réalisé un film en forme de manifeste social durant ses études à l'École supérieure d'audiovisuel (ESAV) Appel ça comme tu veux (2007), et un album solo Poing perdu (2007).

## Discographie
- 2000 : Mon cerveau dans ma bouche (Lithium)
- 2001 : Génération finale (Lithium)
- 2002 : L'enfer tiède (Lithium)
- 2004 : Bogue (Le Brouillon, Ici, d'ailleurs...)
- 2010 : Agent réel (Ici, d'ailleurs...)